# غوستاف يندستروم
غوستاف يندستروم (بالسويدية: Gustaf Lindström)‏ (و. 1829 – 1901 م) هو إحاثي، من السويد، ولد في فيسبي، كان عضوًا في الأكاديمية الملكية السويدية للعلوم، توفي عن عمر يناهز 72 عاماً.

## التعليم
تعلم في جامعة أوبسالا.